# Santa Maria a Monte
Santa Maria a Monte är en ort och kommun i provinsen Pisa i regionen Toscana i Italien. Kommunen hade 13 157 invånare (2018).